# Magyarország népessége
Magyarország népessége 2021. január 1-jén 9 730 530 fő volt, ami 1981 óta a születések alacsony, és a halálozások magas száma miatt csökkenő tendenciát mutat, struktúráját tekintve elöregedő. Ez a létszám a 2022-es népszámlálás 2023-ban közzétett demográfiai adatai alapján 9 603 634 főre csökkent. 2010 augusztusában 4 302 827 lakást tartottak számon az ország területén. Nemzetiségi szempontból viszonylag homogénnek tekinthető, a 2011-es népszámláláson a lakosság 83,7%-a magyarnak vallotta magát, 14,7% nem válaszolt a nemzetiségi kérdésre és 1,69%-a vallotta magát egy másik nemzetiséghez tartozónak, úgy, hogy ezzel együtt magyarnak nem (a 2011-es népszámláláson egy személy több nemzetiséget is megjelölhetett). A magyar nyelvet beszéli a lakosság 99%-a. 2021-ben a társadalom 72 százaléka élt városokban.
A 2011-es népszámlálás óta a népességfogyás gyorsult, mind a születések számának csökkenése, mind a kivándorlás miatt. A kevesebb születésből és a kivándorlásból adódó összes veszteség 2010 és 2023 között 152+420=572 ezer fő. 2010-ben az aktív korosztály 1,8 százaléka élt és dolgozott külföldön, 2023-ban már 6,8 százalék, ami új csúcsot jelentett. A bevándorlás terén már változott a helyzet: 2023-ban háromszor annyian érkeztek, mint 2010-ben, de a határon túli magyarok helyett már inkább Ázsiából.
2024-ben tovább gyorsult a természetes fogyás, elérte az 50 ezer főt, szemben az előző évi, 43 ezer fővel. A pozitív bevándorlási egyenleg csökkentette a veszteséget, így 2025 elején a népesség becsült száma 9,5 millió fő.

## Népsűrűség

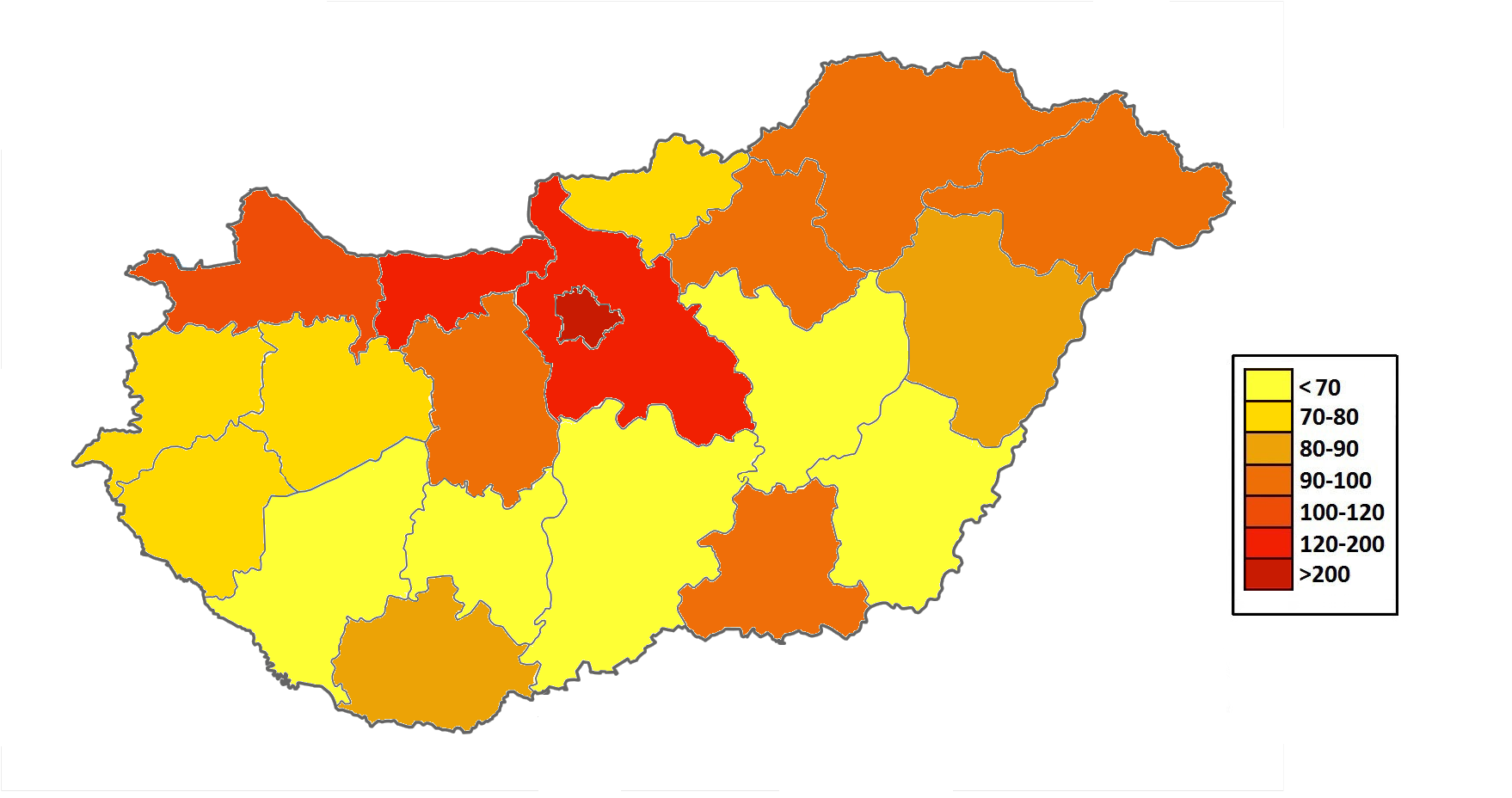

## Magyarország népessége a XXI. században

### Nemzetiségek
| Nemzetiség    | 2001       | 2001       | 2011      | 2011      | 2022      | 2022      |
| Nemzetiség    | Lélekszám  | %          | Lélekszám | %         | Lélekszám | %         |
| ------------- | ---------- | ---------- | --------- | --------- | --------- | --------- |
| magyar        | 9 416 045  | 92,3%      | 8 314 029 | 83,6%     | 8 095 852 | 84,2%     |
| bolgár        | 1 358      | 0,0%       | 3 556     | 0,0%      | 3 770     | 0,0%      |
| cigány        | 189 984    | 2,0%       | 308 957   | 3,6%      | 200 306   | 2,0%      |
| görög         | 2 059      | 0,0%       | 3 916     | 0,0%      | 4 773     | 0,0%      |
| horvát        | 15 597     | 0,2%       | 23 561    | 0,3%      | 19 099    | 0,1%      |
| lengyel       | 2 962      | 0,0%       | 5 730     | 0,0%      | 5 602     | 0,0%      |
| német         | 62 105     | 0,6%       | 131 951   | 1,6%      | 98 402    | 1,0%      |
| örmény        | 620        | 0,0%       | 3 293     | 0,0%      | 3 242     | 0,0%      |
| román         | 7 995      | 0,1%       | 26 345    | 0,3%      | 18 195    | 0,1%      |
| ruszin        | 1 098      | 0,0%       | 3 323     | 0,0%      | 5 162     | 0,0%      |
| szerb         | 3 816      | 0,0%       | 7 210     | 0,1%      | 8 035     | 0,0%      |
| szlovák       | 17 693     | 0,2%       | 29 647    | 0,3%      | 25 534    | 0,2%      |
| szlovén       | 3 025      | 0,0%       | 2 385     | 0,0%      | 2 984     | 0,0%      |
| egyéb         | 16 086     | 0,1%       | 73 399    | 0,9%      | 66 654    | 0,6%      |
| nem válaszolt | 570 537    | 5,6%       | 1 455 883 | 14,7%     | 1 316 716 | 13,7%     |
| Teljes        | 10 198 315 | 10 198 315 | 9 937 628 | 9 937 628 | 9 603 634 | 9 603 634 |

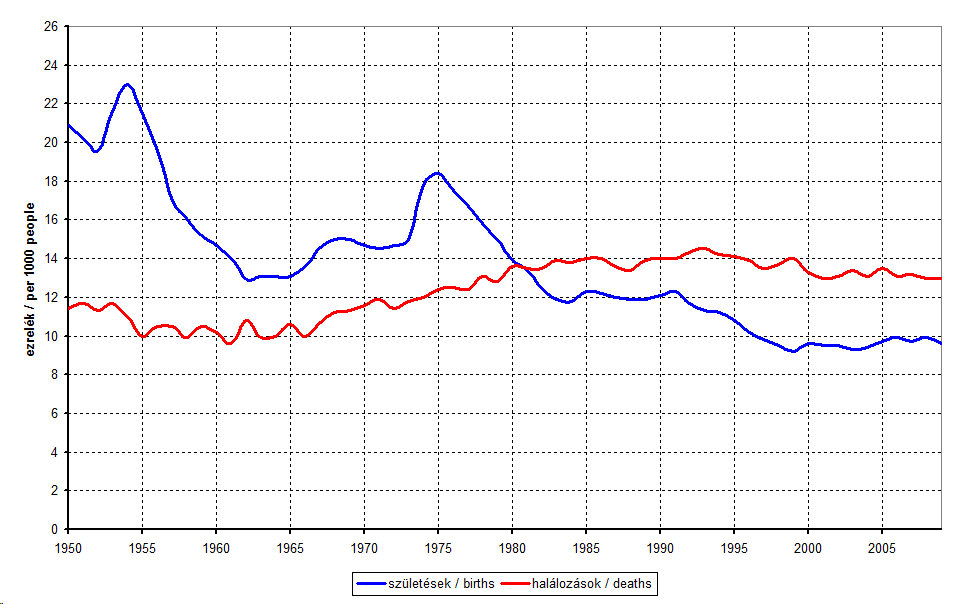
A születések és halálozások arányának változása 1950 és 2009 között

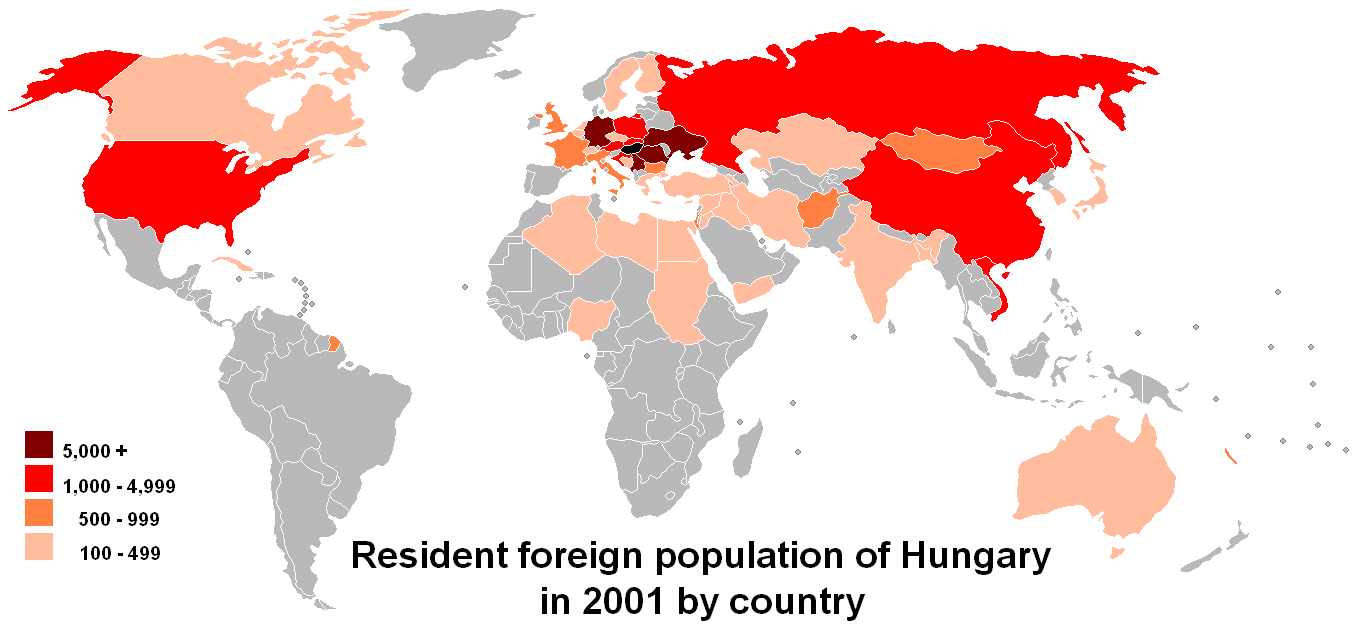
A Magyarországon élő külföldiek származás szerinti földrajzi eredete 2001-es adatok alapján

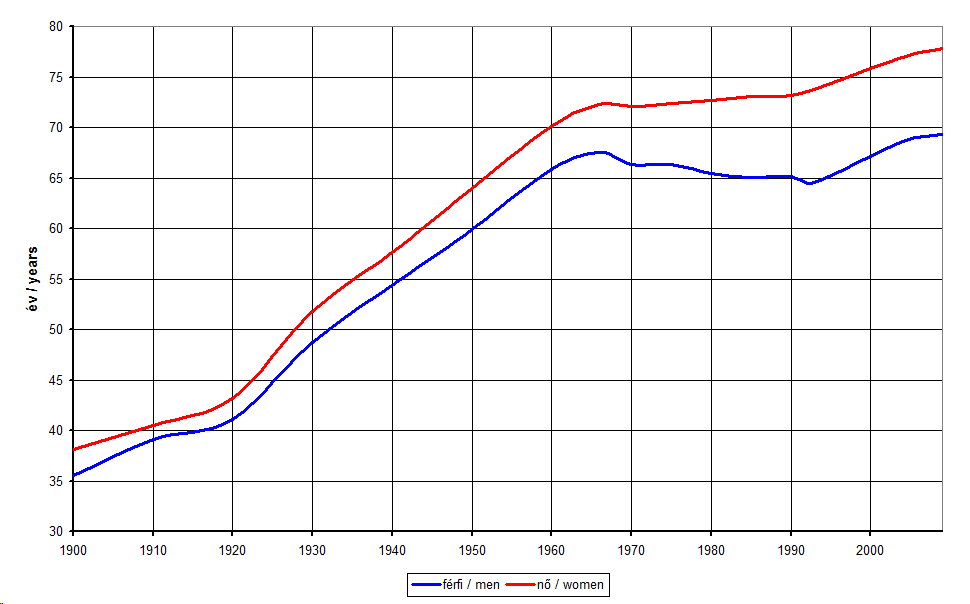
A születéskor várható élettartam változása Magyarországon 1900 és 2009 között

- Megjegyzés: A százalékos arányok csak a nemzetiségi kérdésre érdemi választ adók arányát tükrözik
- Egy személy 2001-ben csak egy, 2011-ben viszont több nemzetiséghez tartozónak is vallhatta magát

### Világnézeti megoszlás 2022-ben
| Vallás                                        | Lélekszám          |
| --------------------------------------------- | ------------------ |
| Teljes lakosság                               | 9 603 634          |
| Katolikus                                     | 2 886 634 (29,22%) |
| Református                                    | 943 982 (9,83%)    |
| Evangélikus                                   | 176 503 (1,84%)    |
| Hit Gyülekezete                               | 22 674 (0,23%)     |
| Jehova tanúi                                  | 22 249 (0,23%)     |
| Baptista                                      | 17 662 (0,18%)     |
| Ortodox keresztény                            | 15 578 (0,16%)     |
| Más keresztény felekezet                      | 78 639             |
| Muszlim                                       | 7 983              |
| Izraelita                                     | 7 635 (0,08%)      |
| Más vallási közösséghez, felekezethez tartozó | 21 994 (14,5%)     |
| Vallási közösséghez, felekezethez nem tartozó | 1 549 610 (16,1%)  |
| Nem kíván válaszolni                          | 3 852 533 (40,1%)  |

## Történelmi

### 900-1910
| Időpont | Népesség              | A magyarok aránya | Megjegyzések |
| ------- | --------------------- | ----------------- | --- |
| 900     | kb. 800 000 -1348 000 | 35-55%            | Mind a honfoglaló magyarok, mind a Kárpát-medencében élő népek lélekszáma ismeretlen. Szt. István királyságában az államalapításkor közel 1 millióan élhettek. Vékony Gábor szerint (Molnár Erik nyomán) 900 körül 1 348 000 fő élt itt. A honfoglalók számát max. 400 000 főre teszik (Györffy Gy. nyomán) |
| 1222    | kb. 2 000 000         | ?70-80*%          | Az Aranybulla ideje. A népesség alakulásban fontos szerepet játszott a besenyők és az úzok letelepítése. |
| 1242    | kb. 1 800 000         | ?                 | A tatárjárás után. Az első demográfiai mélypont. |
| 1332    | 2 300 000             | ?                 | A pápai tizedjegyzék készítésének idején. |
| 1370    | 2 500 000             | 60-70%            | Az Anjou-házi királyok kora. |
| 1500    | 3 500 000             | 80%**             | Az egyházi intézményrendszer és az 1498. évi törvénycikkek alapján, a török hódítás előtt. |
| 1699    | 3 300 000             | 50-55%            | A karlócai béke ideje (kevesebb mint 2 millió magyar). |
| 1711    | 3 000 000             | 53%               | A Rákóczi-szabadságharc vége (1,6 millió magyar). |
| 1790    | 8 525 480             | 37,7%             | 3,2 millió magyar (alsó becslés) |
| 1828    | 3 567 508             | 40-45%            | 4,6-5,2 millió magyar (felső becslés) |
| 1846    | 12 033 399            | 40-45%            | 4,8-5,4 millió magyar (alsó becslés) |
| 1880    | 13 749 603            | 46%               | 6,3 millió magyar (alsó becslés) |
| 1900    | 16 838 255            | 51,4%             | 8,6 millió magyar (alsó becslés) |
| 1910    | 18 264 533            | 54,5%             | 9,95 millió magyar (alsó becslés) |

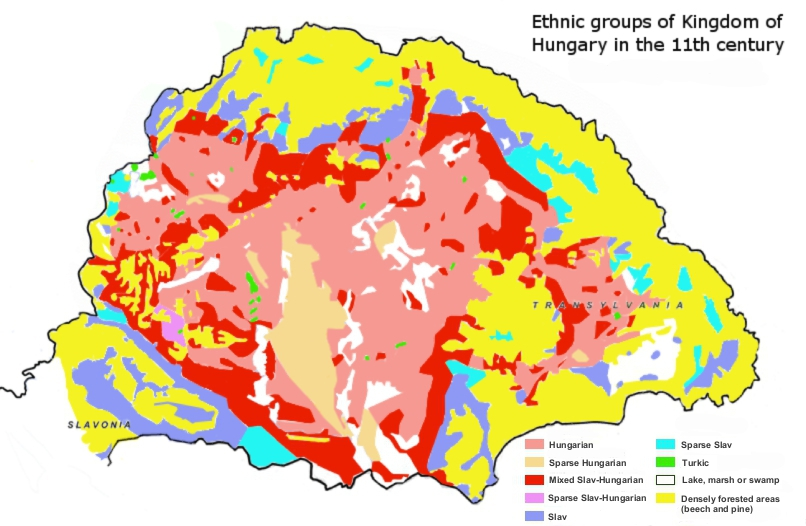
A Magyar Királyság etnikai térképe a 11. században toponímiák alapján (Kniezsa István és Glaser Lajos)
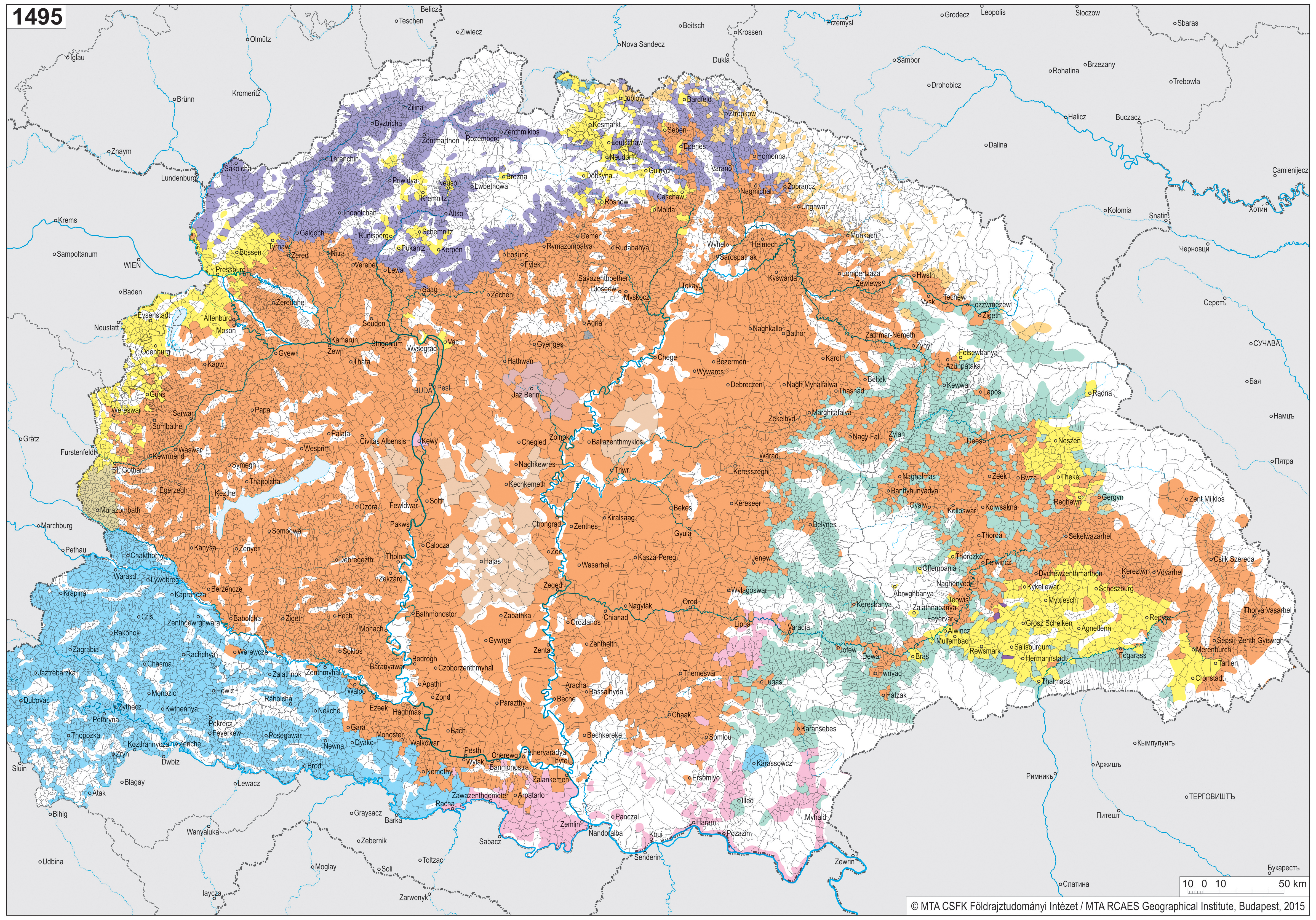
A Magyar Királyság etnikai térképe 1495-ben kutatások alapján (Magyar Tudományos Akadémia), a magyarok narancs színnel vannak jelezve.
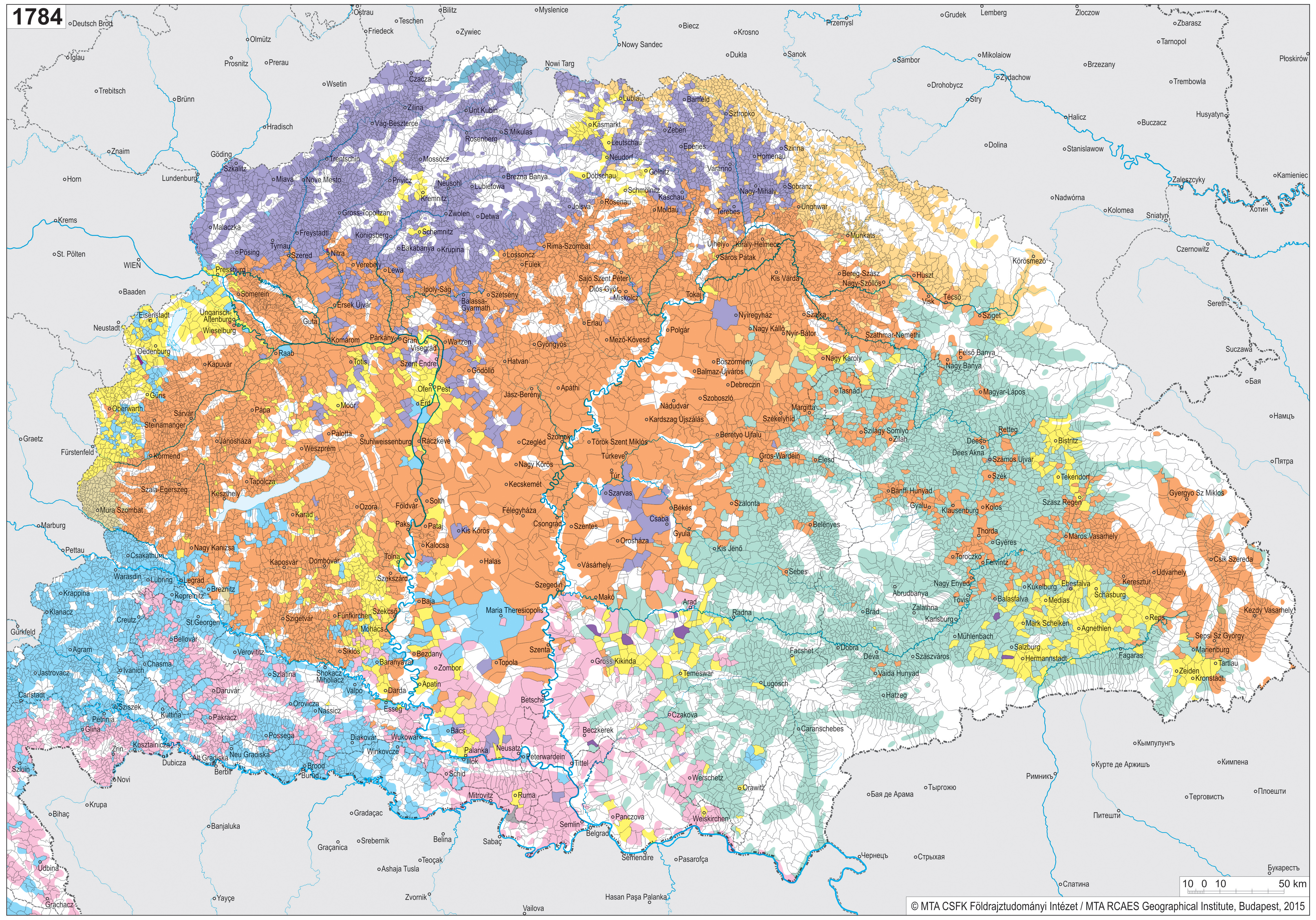
A Magyar Királyság etnikai térképe 1784-ben kutatások alapján (Magyar Tudományos Akadémia), a magyarok narancs színnel vannak jelezve. Az évszázados háborúk és migrációk következtében a Magyar Királyság etnikai arculata megváltozott.
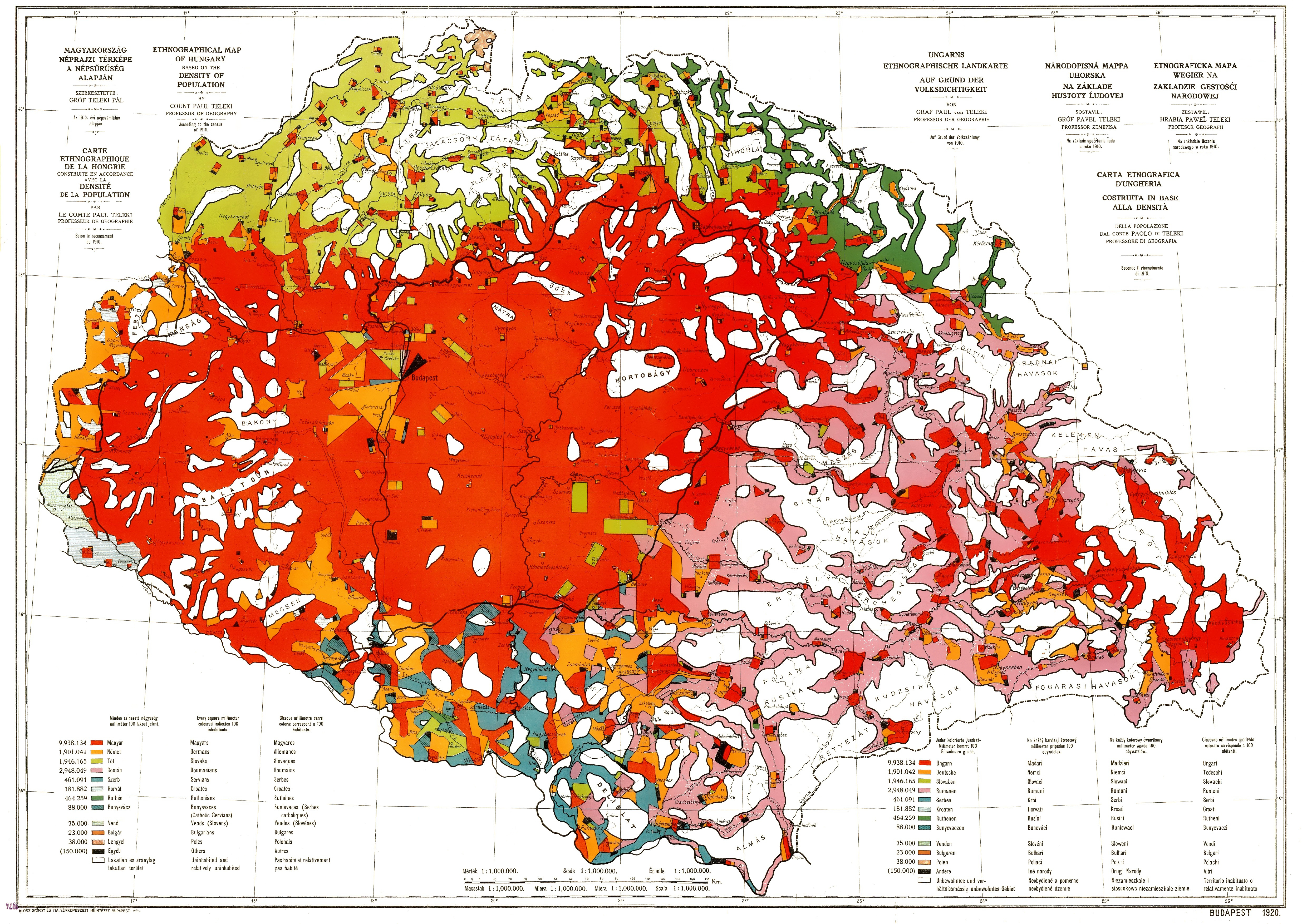
Gróf Teleki Pál miniszterelnök, földrajztudós híres „vörös térkép"-e, Magyarország 1910-es népességének nemzetiségek szerinti eloszlásáról. A világ egyik első olyan térképe, amelyen a népesség nemzetiségek szerinti eloszlását a népsűrűség figyelembevételével ábrázolták.
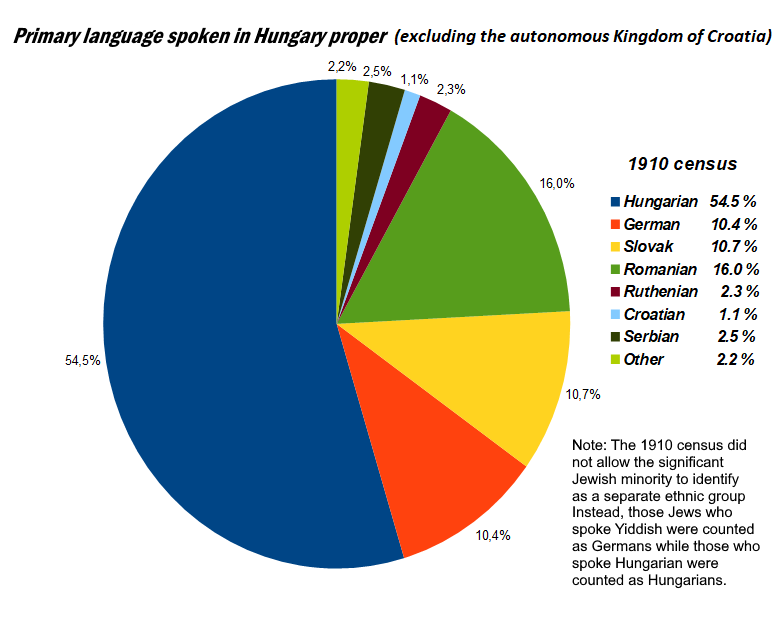
A Magyar Királyság 1910 népszámlálása anyanyelv alapján történt.

- Megjegyzés: A fenti adatok a Magyar Királyság területére vonatkoznak, nem a mai Magyarország területére.
  - Megjegyzés (1500-as 80%): Valószínűtlenül magas arány (a felvidéki hegyvidék tömegében szlovák, Dél-Erdély román és szász, Kelet-Bánság és Beszterce-Máramaros román, Szlavónia horvát összefüggő népessége miatt) . Még a mai Magyarország területére vetítve is kérdéses a 80%-os arány (bár ott hihető), tekintve a városok és a nyugati határvidék jelentős német népességét, a kunok és jászok településeit, akik az elmagyarosodás utolsó fázisában voltak.

### 1495-1910
| Nemzetiség | 1495          | 1715            | 1784            | 1880            | 1900            | 1910            |
| ---------- | ------------- | --------------- | --------------- | --------------- | --------------- | --------------- |
| Magyarok   | 990 000 95,9% | 1 176 000 79,5% | 2 103 000 79,0% | 4 402 364 82,4% | 5 890 999 85,9% | 6 730 299 88,4% |
| Németek    | 17 000 1,6%   | 136 600 9,2%    | 291 900 11%     | 606 363 11,3%   | 604 751 8,8%    | 553 179 7,3%    |
| Szlovákok  | n.a.          | 37 700 2,5%     | 130 400 4,9%    | 199 788 3,7%    | 192 227 2,8%    | 165 317 2,2%    |
| Horvátok   | 1 200 0,1%    | 58 900 4%       | 71 700 2,7%     | 59 251 1,1%     | 68 161 1%       | 62 018 0,8%     |
| Egyéb      | 23 800 2,4%   | 70 800 4,8%     | 66 214 2,4%     | 75 598 1,5%     | 98 277 1,5%     | 101 301 1,3%    |
| Összesen   | 1 032 000     | 1 480 000       | 2 663 214       | 5 343 364       | 6 854 415       | 7 612 114       |

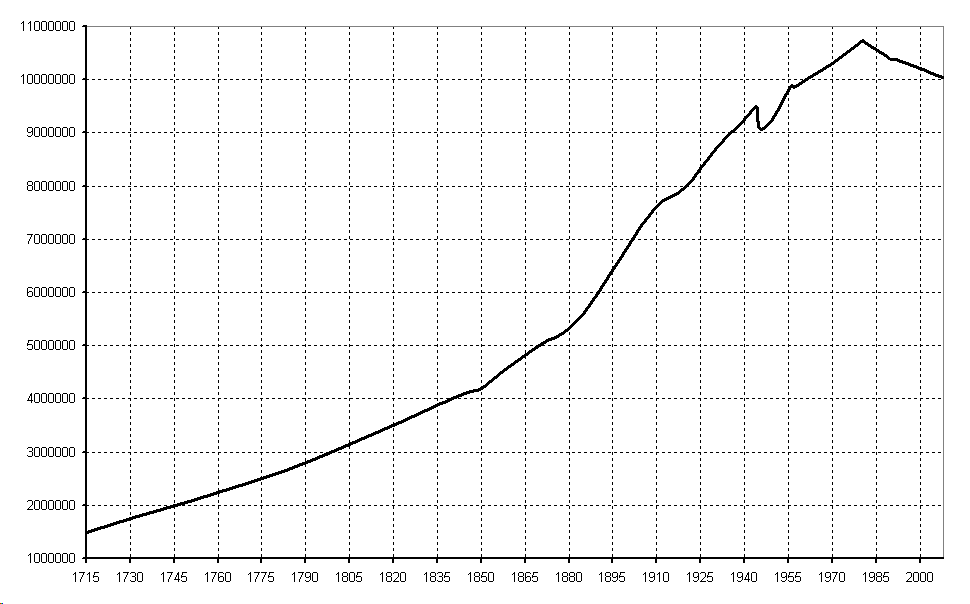
Magyarország lakosságszámának változása 1715 és 2008 között (a mai országterületre vetítve)

- Megjegyzés: A mai országterületre vetítve

### 1920-1980
| Nemzetiség | 1920            | 1930            | 1941             | 1949            | 1960            | 1970             | 1980             |
| ---------- | --------------- | --------------- | ---------------- | --------------- | --------------- | ---------------- | ---------------- |
| Magyarok   | 7 155 973 89,6% | 8 000 335 92,1% | 11 881 455 80,9% | 9 076 041 98,6% | 9 786 038 98,2% | 10 166 237 98,5% | 10 638 974 99,3% |
| Németek    | 550 062 6,9%    | 477 153 5,5%    | 533 045 3,6%     | 22 455 0,2%     | 50 765 0,5%     | 35 594 0,4%      | 11 310 0,1%      |
| Szlovákok  | 141 877 1,8%    | 104 786 1,2%    | 175 550 1,2%     | 25 988 0,3%     | 30 630 0,3%     | 21 176 0,2%      | 9 101 0,1%       |
| Románok    | 23 695 0,3%     | 16 221 0,2%     | 1 051 026 7,2%   | 14 713 0,2%     | 15 787 0,2%     | 12 624 0,1%      | 8 874 0,1%       |
| Ruszinok   | –               | –               | 547 770 3,7%     | –               | –               | –                | –                |
| Horvátok   | 58 931 0,7%     | 47 337 0,5%     | 12 346 0,1%      | 20 423 0,2%     | 33 014 0,3%     | 17 609 0,2%      | 13 895 0,1%      |
| Szerbek    | 17 132 0,2%     | 7 031 0,1%      | 213 585 1,5%     | 5 158 0,1%      | 4 583 0,1%      | 12 235 0,1%      | 2 805 0,02%      |
| Szlovének  | 6 087 0,1%      | 5 464 0,1%      | 20 336 0,1%      | 4 473 0,1%      | –               | 4 205 0,04%      | 1 731 0,01%      |
| Cigányok   | 6 989 0,1%      | 7 841 0,1%      | 76 209 0,5%      | 21 387 0,2%     | 25 633 0,3%     | 34 957 0,3%      | 6 404 0,1%       |
| Egyéb      | 26 123 0,3%     | 18 946 0,2%     | 29 210 0,2%      | 14 161 0,1%     | 14 534 0,1%     | 17 462 0,2%      | 16 369 0,2%      |
| Zsidók     | –               | –               | 139 041 0,9%     | –               | –               | –                | –                |
| Összesen   | 7 986 875       | 8 685 109       | 14 679 573       | 9 204 799       | 9 961 044       | 10 322 099       | 10 709 463       |

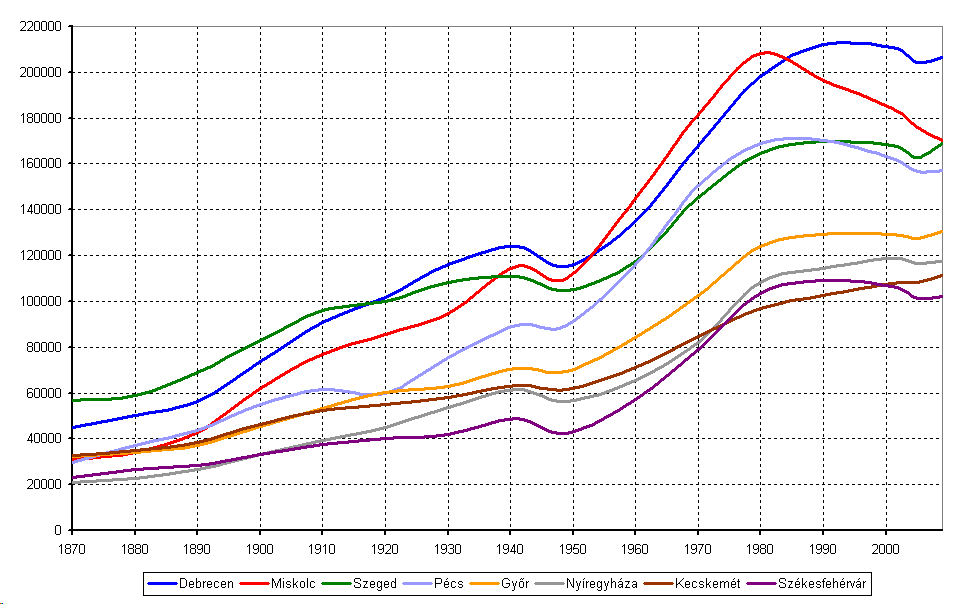
A ma legnagyobb magyar városok népességnövekedése a mai közigazgatási területekre vetítve (Budapest nélkül), 1870-2009

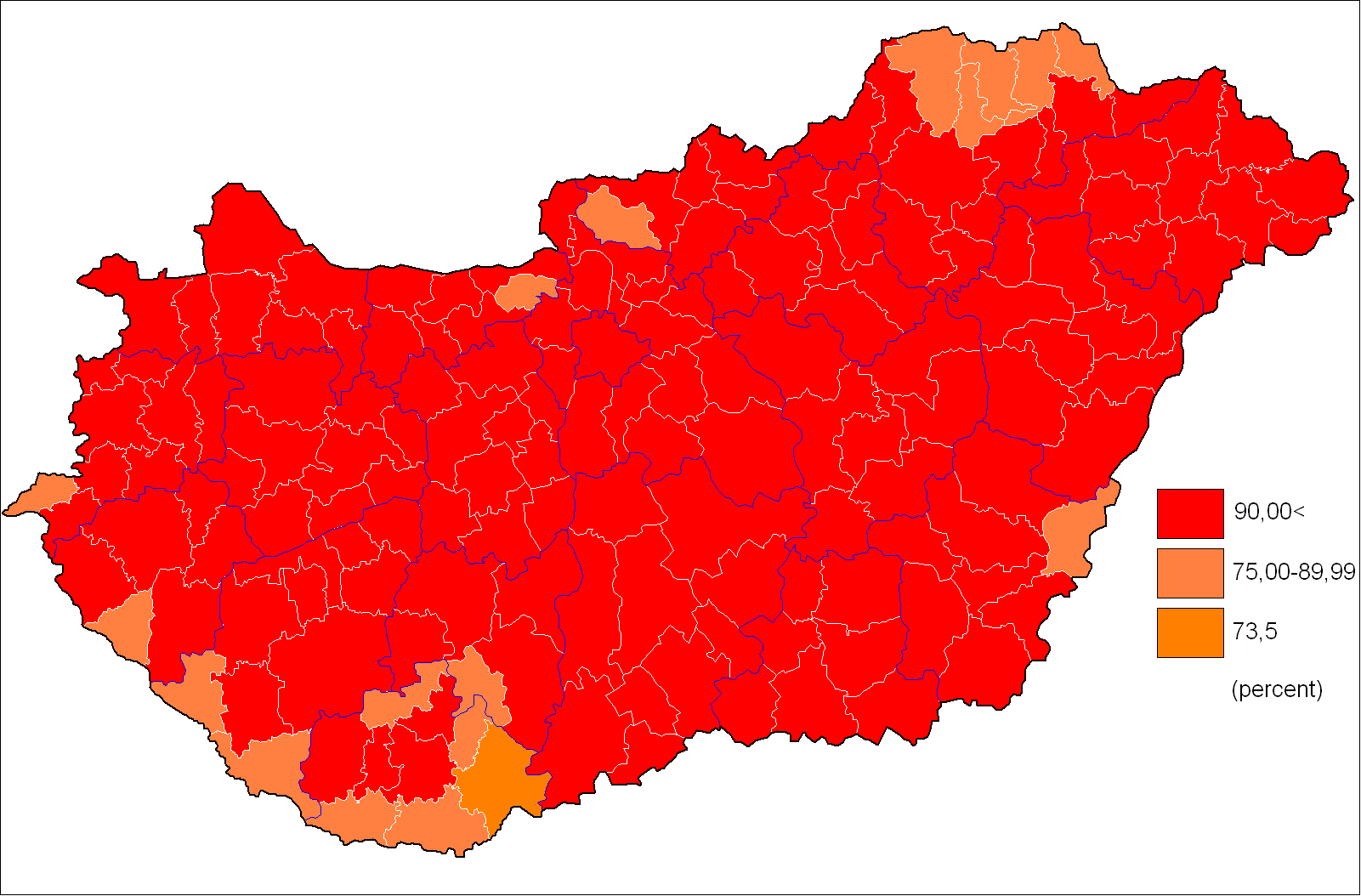
A magyarság százalékos aránya Magyarország kistérségeiben

Megjegyzések: Az 1941-es adatok a bécsi döntések utáni Magyarország területére vonatkoznak. A zsidókat (1941 kivételével) vallási kisebbségként kezelték.

### A népesedés változásai a mai Magyarország területére vetítve
A magyarországi népszámlálások 1869-es, 1880-as, 1890-es, 1900-as, 1910-es, 1920-as, 1930-as, 1941-es, 1949-es, 1960-as, 1970-es, 1980-as, 1990-es, 2001-es és 2011-es 2022-es eredménye. 

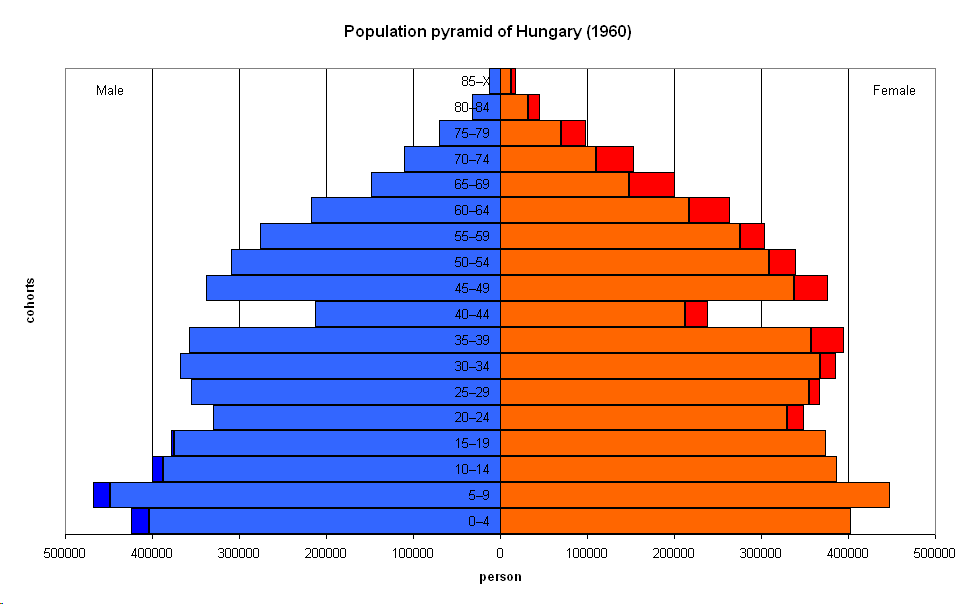
Magyarország korfája 1960-ban, szembetűnő az első világháború miatti születéskimaradás és a Ratkó-korszak

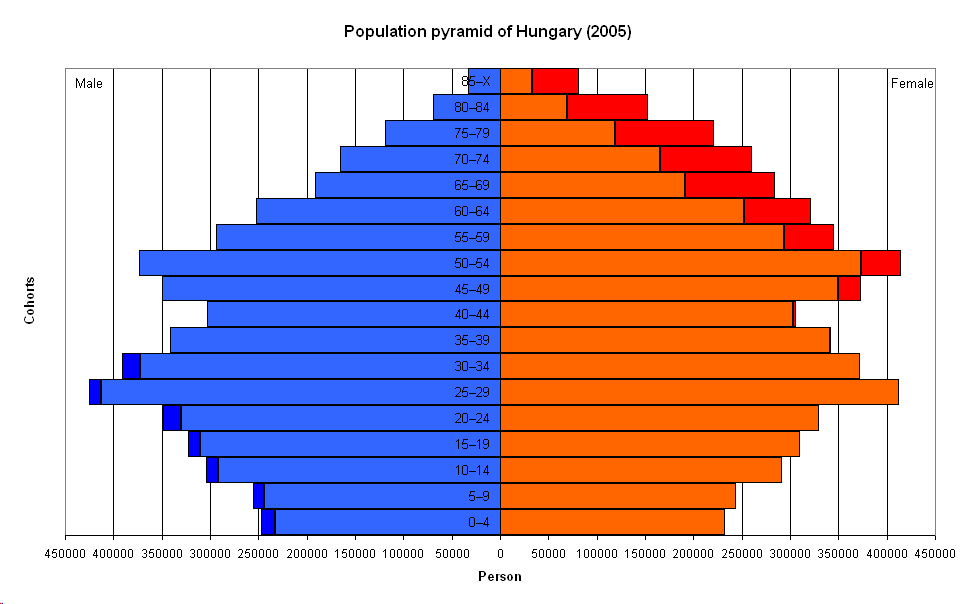
Magyarország korfája 2005-ben

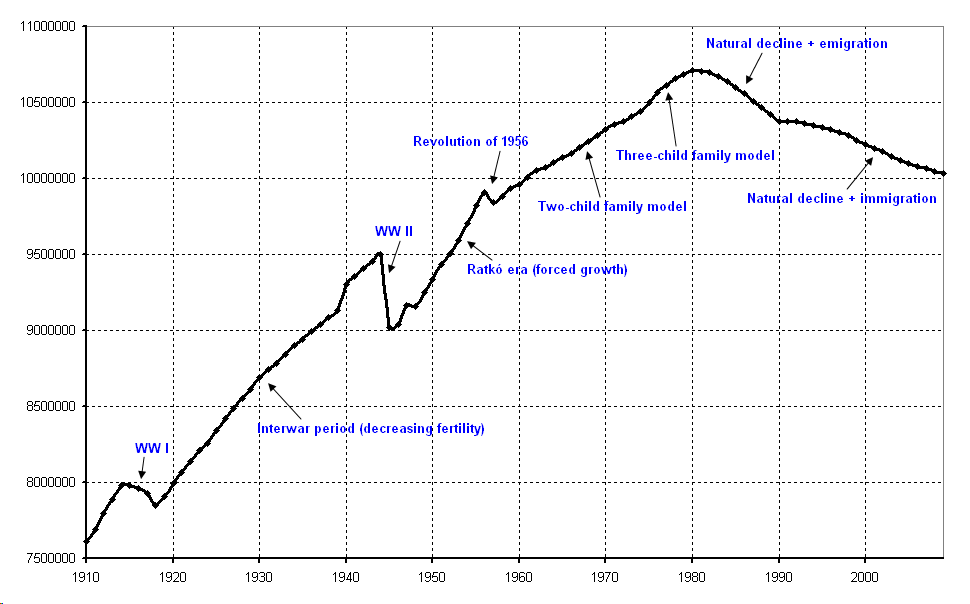
Magyarország népességének változása 1910 és 2009 között, évekre bontva

Magyarország népesedésére a 20. században a folyamatos változékonyság, demográfiai csúcsok és hullámvölgyek váltakozása volt jellemző. Az első világháborúig igen jelentős volt a népességnövekedés dinamikája a kedvező népmozgalmi arányszámoknak és a központi országrészben (mai országterület) a tengerentúli kivándorlást ellensúlyozó budapesti vándorlási nyereségnek köszönhetően. A termékenység mérséklődése már a századfordulón megindult, azonban egészen a világháborúig nem volt jelentős. Az első nagy fordulópont a világégés kezdetén következett be, emelkedett a halálozási ráta, drasztikusan visszaesett a termékenység a fiatal férfi népesség távolléte és ezzel összefüggésben a nők munkába állása miatt. A legdrasztikusabb visszaesés Budapesten következett be.
A háború után újra emelkedett a születések száma, viszont a világégés előtti szintet nem érte el, tulajdonképpen ekkor kezdődött Magyarország és Európa demográfiai hanyatlása. A Horthy-korszakban a meghozott szociális és egészségügyi intézkedéseknek köszönhetően (OTI megalapítása, kórházak építése, orvosegyetemek fejlesztése) látványosan növekedett a születéskor várható élettartam (lásd diagram), folyamatosan csökkent a halálozási ráta, azonban a születési ráta ennél nagyobb mértékben csökkent, így a népességnövekedés csillapodásával jellemezhető a korszak.
A trianoni békeszerződés miatt menekültek tömegei érkeztek az anyaországba, aminek következtében lakáshiány alakult ki a nagyobb városokban és közigazgatási központokban, a legsúlyosabb helyzet a fővárosban alakult ki, részben ennek hatására vált általánossá a budapesti egykézés. A XX. századi magyar történelem legsötétebb időszaka, a második világháború újabb fordulatot hozott. A termékenység visszaesése az első világháború időszakával ellentétben nem volt jelentős, azonban a halálozási ráta drasztikusan emelkedett a harci események, ostromok és a vészkorszak miatt. Az ország 1944-1945 között hozzávetőlegesen félmillió állampolgárát veszítette el a mai országterületről, ebből 200 000 a holokauszt áldozatainak száma. A béke beköszöntével jelentősen lecsökkent a halálozási ráta, és részben pszichológiai okokra visszavezethetően növekedett a születési ráta, így felgyorsult a népességnövekedés. Az 1940-es évek második felében az ország további több százezer állampolgárt veszített (németek kitelepítése, zsidók kivándorlása Izraelbe és a szovjet csapatok elől nyugatra menekülők), ezt a veszteséget azonban pótolta a határon túli magyarok bevándorlása és a természetes szaporulat.
Az 1949 és 1956 közötti időszak az újkori magyar népesedés egyik leginkább közismert időszaka. A Ratkó Anna népjóléti- majd egészségügyi miniszter nevét viselő korszakban soha nem látott szintre csökkent a halálozási ráta részben a társadalombiztosítás általános kiterjesztése miatt, a gyermektelenségi adó bevezetése és az abortusztilalom szigorú betartása miatt pedig látványosan megemelkedett a születések száma, így a természetes szaporulat a magyar viszonyokhoz képest nagyon magas szintet ért el, évente 100 000 fővel gyarapodott az ország népessége. Az ebben az időszakban születetteket Ratkó-gyerekeknek szokás nevezni, generációjuk szembetűnő Magyarország korfáján. 1956-ban feloldották az abortusztilalmat, a forradalom leverése után pedig eltörölték a gyermektelenségi adót.
A tömeges abortuszok (1960 és 1973 között több volt az abortuszok száma, mint a születéseké!) és a fogamzásgátlás elterjedése miatt az 1960-as évekre jelentősen lecsökkent a termékenység, azóta egy magyar nő az 1974-1977 közti kisebb demográfiai csúcsot leszámítva átlagosan 2-nél kevesebb gyermeket szül, így közel fél évszázada nem biztosított a népesség reprodukciója (újratermelődése). 1962-ben Magyarországon volt a legalacsonyabb a teljes termékenységi arányszám a Földön. A '60-as évek óta megkezdődött a halálozási ráta növekedése az elöregedés és társadalmi okok (túlhajszoltság a második gazdaság miatt, stressz, alkoholizmus, a világon legmagasabb öngyilkossági ráta stb.) miatt. A Kádár-korszak szerény népszaporulata egyedül 1974 és 1977 között élénkült meg a Ratkó-unokák megszületése és az abortusz szigorítása miatt. 1981 óta már nem tudta az egyre növekvő halálozások számát az egyre csökkenő születések száma ellensúlyozni, megkezdődött a természetes fogyás, amely azóta is tart.
Az 1980-as években a természetes fogyást kivándorlás is súlyosbította, közel 200 000 fő volt az ország vándorlási vesztesége az említett évtizedben. A rendszerváltás óta felgyorsult a népesség csökkenése, üteme 1999-ben érte el mélypontját, azóta enyhén lassult a csökkenés. Az ország vándorlási egyenlege 1988 óta pozitív, az azóta érkezetteknek köszönhetően csak 2010 augusztusára csökkent az ország népessége a lélektani 10 millió alá. A határon túli magyarok bevándorlása nélkül az ország népességvesztesége meghaladná az 1 000 000 főt (összehasonlításképpen: a pesti oldal lakossága). 1980 óta mintegy 1,5 millióval csökkent a népesség, ha a természetes fogyást vesszük alapul, azaz a születések és halálozások számának különbségét.
2010 után a népességfogyás tovább gyorsult, mind a születések számának csökkenése, mind a kivándorlás miatt. Hazánk 2004-es Európai Uniós csatlakozása óta és különösen a 2011-es munkaerőpiaci nyitást követően több mint 600 ezer magyar (legtöbben a magasan képzett, pályakezdő fiatal felnőttek korosztályából) hagyta el az országot és telepedett le gazdasági bevándorlóként valamelyik nyugat-európai országban. A 15–64 évesek száma 2010-ben 6,9 millió volt, közülük 120 ezer fő élt külföldön, 2023-ra 6,6 millióra csökkent a számuk és az ebbe a korosztályba tartozó külföldön élők már összesen 420 ezren voltak. A kevesebb születésből és a kivándorlásból adódó összes veszteség 2010 és 2023 között 152+420=572 ezer fő. 2010-ben a kivándorlás miatti veszteség az aktív korosztály 1,8 százalékát vitte el az országból, 2023-ban már 6,8 százalékát. A bevándorlás terén is változott a helyzet: 2023-ban háromszor annyian érkeztek, mint 2010-ben, de a határon túli magyarok helyett már inkább Ázsiából.
2024-ben tovább gyorsult a természetes fogyás, elérte az 50 ezer főt, 16 százalékkal több az előző évi, 42 951 fős értéknél. A pozitív bevándorlási egyenleg csökkentette a veszteséget, így 2025 elején a népesség becsült száma 9,5 millió fő.

## Természetes népmozgalom
Adatok: Központi Statisztikai hivatal.

### Születések és halálozások
|      | Népesség (ezer fő) | Élveszületés | Halálozás | Természetes szaporodás | Nyers születési arányszám | Nyers halálozási arányszám | Természetes szaporodás (1000 főre) | Teljes termékenységi arányszám | Vándorlási különbség |
| ---- | ------------------ | ------------ | --------- | ---------------------- | ------------------------- | -------------------------- | ---------------------------------- | ------------------------------ | -------------------- |
| 1918 |                    | 128 000      | 207 000   | -79 000                | 15.3                      | 25.7                       | -10.4                              |                                |                      |
| 1919 | 7 860              | 217 000      | 157 000   | 60 000                 | 27.6                      | 20.0                       | 7.6                                |                                |                      |
| 1920 | 7 940              | 249 000      | 170 000   | 79 000                 | 31.4                      | 21.4                       | 10.0                               |                                |                      |
| 1921 | 8 020              | 255 000      | 170 000   | 85 000                 | 31.8                      | 21.2                       | 10.6                               |                                |                      |
| 1922 | 8 080              | 249 000      | 173 000   | 76 000                 | 30.8                      | 21.4                       | 9.4                                |                                |                      |
| 1923 | 8 170              | 239 000      | 159 000   | 80 000                 | 29.2                      | 19.5                       | 9.7                                |                                |                      |
| 1924 | 8 220              | 221 000      | 168 000   | 53 000                 | 26.9                      | 20.4                       | 6.5                                |                                |                      |
| 1925 | 8 300              | 235 000      | 142 000   | 93 000                 | 28.3                      | 17.1                       | 11.2                               |                                |                      |
| 1926 | 8 370              | 229 000      | 140 000   | 89 000                 | 27.4                      | 16.7                       | 10.7                               |                                |                      |
| 1927 | 8 490              | 219 000      | 151 000   | 68 000                 | 25.8                      | 17.8                       | 8.0                                |                                |                      |
| 1928 | 8 510              | 225 000      | 146 000   | 79 000                 | 26.4                      | 17.2                       | 9.2                                |                                |                      |
| 1929 | 8 580              | 215 000      | 153 000   | 62 000                 | 25.1                      | 17.8                       | 7.3                                |                                |                      |
| 1930 | 8 660              | 220 000      | 134 000   | 86 000                 | 25.4                      | 15.5                       | 9.9                                |                                |                      |
| 1931 | 8 730              | 207 000      | 145 000   | 62 000                 | 23.7                      | 16.6                       | 7.1                                |                                |                      |
| 1932 | 8 783              | 206 000      | 157 000   | 49 000                 | 23.4                      | 17.9                       | 5.5                                |                                |                      |
| 1933 | 8 845              | 194 000      | 130 000   | 64 000                 | 21.9                      | 14.7                       | 7.2                                |                                |                      |
| 1934 | 8 915              | 194 279      | 129 049   | 65 230                 | 21.8                      | 14.5                       | 7.3                                |                                |                      |
| 1935 | 8 980              | 189 479      | 136 923   | 52 556                 | 21.1                      | 15.2                       | 5.9                                |                                |                      |
| 1936 | 9 040              | 183 369      | 128 333   | 55 036                 | 20.3                      | 14.2                       | 6.1                                |                                |                      |
| 1937 | 9 100              | 182 449      | 128 049   | 54 400                 | 20.0                      | 14.1                       | 6.0                                |                                |                      |
| 1938 | 9 159              | 182 206      | 130 628   | 51 578                 | 19.9                      | 14.3                       | 5.6                                |                                |                      |
| 1939 | 9 217              | 178 633      | 124 591   | 54 042                 | 19.4                      | 13.5                       | 5.9                                |                                |                      |
| 1940 | 9 280              | 185 562      | 132 735   | 52 827                 | 20.0                      | 14.3                       | 5.7                                |                                |                      |
| 1941 | 9 340              | 177 047      | 123 349   | 53 698                 | 19.0                      | 13.2                       | 5.7                                |                                |                      |
| 1942 | 9 392              | 187 187      | 136 844   | 50 343                 | 19.9                      | 14.6                       | 5.4                                |                                |                      |
| 1943 | 9 440              | 173 295      | 127 158   | 46 137                 | 18.4                      | 13.5                       | 4.9                                |                                |                      |
| 1944 | 9 250              | 190 000      | 144 048   | 45 952                 | 20.5                      | 15.6                       | 5.0                                |                                |                      |
| 1945 | 9 055              | 169 091      | 211 323   | -42 232                | 18.7                      | 23.3                       | -4.7                               |                                |                      |
| 1946 | 9 042              | 169 120      | 135 486   | 33 634                 | 18.7                      | 15.0                       | 3.7                                | 2,38                           |                      |
| 1947 | 9 093              | 187 316      | 117 537   | 69 779                 | 20.6                      | 12.9                       | 7.7                                | 2,63                           |                      |
| 1948 | 9 158              | 191 907      | 105 780   | 86 127                 | 21.0                      | 11.6                       | 9.4                                | 2,63                           |                      |
| 1949 | 9 249              | 190 398      | 105 718   | 84 680                 | 20.6                      | 11.4                       | 9.2                                | 2,54                           |                      |
| 1950 | 9 338              | 195 567      | 106 902   | 88 665                 | 20.9                      | 11.4                       | 9.5                                | 2,60                           |                      |
| 1951 | 9 423              | 190 645      | 109 998   | 80 647                 | 20.2                      | 11.7                       | 8.6                                | 2,53                           |                      |
| 1952 | 9 504              | 185 820      | 107 443   | 78 377                 | 19.6                      | 11.3                       | 8.2                                | 2,47                           |                      |
| 1953 | 9 595              | 206 926      | 112 039   | 94 887                 | 21.6                      | 11.7                       | 9.9                                | 2,76                           |                      |
| 1954 | 9 706              | 223 347      | 106 670   | 116 677                | 23.0                      | 11.0                       | 12.0                               | 2,97                           |                      |
| 1955 | 9 825              | 210 430      | 97 848    | 112 582                | 21.4                      | 10.0                       | 11.5                               | 2,80                           |                      |
| 1956 | 9 911              | 192 810      | 104 236   | 88 574                 | 19.5                      | 10.5                       | 8.9                                | 2,59                           |                      |
| 1957 | 9 840              | 167 202      | 103 645   | 63 557                 | 17.0                      | 10.5                       | 6.5                                | 2,30                           |                      |
| 1958 | 9 882              | 158 428      | 97 866    | 60 562                 | 16.0                      | 9.9                        | 6.1                                | 2,18                           |                      |
| 1959 | 9 937              | 151 194      | 103 880   | 47 314                 | 15.2                      | 10.5                       | 4.8                                | 2,09                           |                      |
| 1960 | 9 984              | 146 461      | 101 525   | 44 936                 | 14.7                      | 10.2                       | 4.5                                | 2,02                           |                      |
| 1961 | 10 029             | 140 365      | 96 410    | 43 955                 | 14.0                      | 9.6                        | 4.4                                | 1,94                           |                      |
| 1962 | 10 072             | 130 053      | 108 273   | 21 780                 | 12.9                      | 10.7                       | 2.2                                | 1,79                           |                      |
| 1963 | 10 104             | 132 335      | 99 871    | 32 464                 | 13.1                      | 9.9                        | 3.2                                | 1,82                           |                      |
| 1964 | 10 135             | 132 141      | 100 830   | 31 311                 | 13.0                      | 9.9                        | 3.1                                | 1,80                           |                      |
| 1965 | 10 160             | 133 009      | 108 119   | 24 890                 | 13.1                      | 10.6                       | 2.4                                | 1,81                           |                      |
| 1966 | 10 197             | 138 489      | 101 943   | 36 546                 | 13.6                      | 10.0                       | 3.6                                | 1,88                           |                      |
| 1967 | 10 223             | 148 886      | 109 530   | 39 356                 | 14.6                      | 10.7                       | 3.8                                | 2,01                           |                      |
| 1968 | 10 275             | 154 419      | 115 354   | 39 065                 | 15.0                      | 11.2                       | 3.8                                | 2,06                           |                      |
| 1969 | 10 316             | 154 318      | 116 659   | 37 659                 | 15.0                      | 11.3                       | 3.7                                | 2,03                           |                      |
| 1970 | 10 338             | 151 819      | 120 197   | 31 622                 | 14.7                      | 11.6                       | 3.1                                | 1,97                           |                      |
| 1971 | 10 368             | 150 640      | 123 009   | 27 631                 | 14.5                      | 11.9                       | 2.7                                | 1,92                           |                      |
| 1972 | 10 398             | 153 625      | 118 991   | 34 634                 | 14.8                      | 11.4                       | 3.3                                | 1,94                           |                      |
| 1973 | 10 432             | 156 224      | 123 366   | 32 858                 | 15.0                      | 11.8                       | 3.1                                | 1,95                           |                      |
| 1974 | 10 479             | 186 288      | 125 816   | 60 472                 | 17.8                      | 12.0                       | 5.8                                | 2,30                           |                      |
| 1975 | 10 532             | 194 240      | 131 102   | 63 138                 | 18.4                      | 12.4                       | 6.0                                | 2,38                           |                      |
| 1976 | 10 589             | 185 405      | 132 240   | 53 165                 | 17.5                      | 12.5                       | 5.0                                | 2,26                           |                      |
| 1977 | 10 637             | 177 574      | 132 031   | 45 543                 | 16.7                      | 12.4                       | 4.3                                | 2,17                           |                      |
| 1978 | 10 673             | 168 160      | 140 121   | 28 039                 | 15.8                      | 13.1                       | 2.6                                | 2,08                           |                      |
| 1979 | 10 698             | 160 364      | 136 829   | 23 535                 | 15.0                      | 12.8                       | 2.2                                | 2,02                           |                      |
| 1980 | 10 707             | 148 673      | 145 355   | 3 318                  | 13.9                      | 13.6                       | 0.3                                | 1,92                           |                      |
| 1981 | 10 700             | 142 890      | 144 757   | -1 867                 | 13.3                      | 13.5                       | -0.2                               | 1,88                           |                      |
| 1982 | 10 683             | 133 559      | 144 318   | -10 759                | 12.5                      | 13.5                       | -1.0                               | 1,78                           |                      |
| 1983 | 10 656             | 127 258      | 148 643   | -21 385                | 11.9                      | 13.9                       | -2.0                               | 1,73                           |                      |
| 1984 | 10 619             | 125 359      | 146 709   | -21 350                | 11.8                      | 13.8                       | -2.0                               | 1,73                           |                      |
| 1985 | 10 579             | 130 200      | 147 614   | -17 414                | 12.3                      | 14.0                       | -1.6                               | 1,83                           |                      |
| 1986 | 10 534             | 128 204      | 147 089   | -18 885                | 12.2                      | 14.0                       | -1.8                               | 1,83                           |                      |
| 1987 | 10 486             | 125 840      | 142 601   | -16 761                | 12.0                      | 13.6                       | -1.6                               | 1,79                           |                      |
| 1988 | 10 443             | 124 296      | 140 042   | -15 746                | 11.9                      | 13.4                       | -1.5                               | 1,78                           |                      |
| 1989 | 10 398             | 123 304      | 144 695   | -21 391                | 11.9                      | 13.9                       | -2.1                               | 1,78                           |                      |
| 1990 | 10 374             | 125 679      | 145 660   | -19 981                | 12.1                      | 14.0                       | -1.9                               | 1,84                           |                      |
| 1991 | 10 373             | 127 207      | 144 813   | -17 606                | 12.3                      | 14.0                       | -1.7                               | 1,85                           |                      |
| 1992 | 10 369             | 121 724      | 148 781   | -27 057                | 11.7                      | 14.3                       | -2.6                               | 1,76                           |                      |
| 1993 | 10 357             | 117 033      | 150 244   | -33 211                | 11.3                      | 14.5                       | -3.2                               | 1,68                           |                      |
| 1994 | 10 343             | 115 598      | 146 889   | -31 291                | 11.2                      | 14.2                       | -3.0                               | 1,64                           |                      |
| 1995 | 10 329             | 112 054      | 145 431   | -33 377                | 10.8                      | 14.1                       | -3.2                               | 1,57                           |                      |
| 1996 | 10 311             | 105 272      | 143 130   | -37 858                | 10.2                      | 13.9                       | -3.7                               | 1,45                           |                      |
| 1997 | 10 290             | 100 350      | 139 434   | -39 084                | 9.8                       | 13.6                       | -3.8                               | 1,37                           |                      |
| 1998 | 10 267             | 97 301       | 140 870   | -43 569                | 9.5                       | 13.7                       | -4.2                               | 1,33                           |                      |
| 1999 | 10 238             | 94 645       | 143 210   | -48 565                | 9.2                       | 14.0                       | -4.7                               | 1,29                           |                      |
| 2000 | 10 211             | 97 597       | 135 601   | -38 004                | 9.6                       | 13.3                       | -3.7                               | 1,31                           |                      |
| 2001 | 10 198             | 97 047       | 132 183   | -35 136                | 9.5                       | 13.0                       | -3.4                               | 1,31                           |                      |
| 2002 | 10 165             | 96 804       | 132 833   | -36 029                | 9.5                       | 13.1                       | -3.5                               | 1,31                           |                      |
| 2003 | 10 129             | 94 647       | 135 823   | -41 176                | 9.3                       | 13.4                       | -4.1                               | 1,28                           |                      |
| 2004 | 10 108             | 95 137       | 132 492   | -37 355                | 9.4                       | 13.1                       | -3.7                               | 1,28                           |                      |
| 2005 | 10 088             | 97 496       | 135 732   | -38 236                | 9.7                       | 13.5                       | -3.8                               | 1,32                           |                      |
| 2006 | 10 072             | 99 871       | 131 603   | -31 732                | 9.9                       | 13.1                       | -3.2                               | 1,35                           |                      |
| 2007 | 10 056             | 97 613       | 132 938   | -35 325                | 9.7                       | 13.2                       | -3.5                               | 1,32                           |                      |
| 2008 | 10 038             | 99 149       | 130 027   | -30 878                | 9.9                       | 13.0                       | -3.1                               | 1,35                           |                      |
| 2009 | 10 022             | 96 450       | 130 350   | -33 900                | 9.6                       | 13.0                       | -3.4                               | 1,33                           |                      |
| 2010 | 10 000             | 90 335       | 130 456   | -40 121                | 9.0                       | 13.0                       | -4.0                               | 1,26                           | 12 154               |
| 2011 | 9 958              | 88 049       | 128 795   | -40 746                | 8.8                       | 12.9                       | -4.1                               | 1,24                           | 12 918               |
| 2012 | 9 932              | 90 269       | 129 440   | -39 200                | 9.1                       | 13.0                       | -3.9                               | 1,34                           | 10 822               |
| 2013 | 9 908              | 88 689       | 126 778   | -38 089                | 9.0                       | 12.8                       | -3.8                               | 1,34                           | 4 277                |
| 2014 | 9 877              | 91 510       | 126 308   | -34 798                | 9.3                       | 12.8                       | -3.8                               | 1,41                           | 12 368               |
| 2015 | 9 855              | 91 690       | 131 697   | -40 007                | 9.3                       | 13.4                       | -4.1                               | 1,41                           | 15 119               |
| 2016 | 9 830              | 93 063       | 127 053   | -33 990                | 9.5                       | 12.9                       | -3.4                               | 1,49                           | 13 729               |
| 2017 | 9 797              | 91 577       | 131 674   | -40 097                | 9,4                       | 13,5                       | -4,1                               | 1,49                           | 28 241               |
| 2018 | 9 778              | 89 807       | 131 045   | -41 238                | 9,2                       | 13,4                       | -4,2                               | 1,49                           | 35 623               |
| 2019 | 9 772              | 89 193       | 129 603   | -40 410                | 9,1                       | 13,3                       | -4,1                               | 1,49                           | 37 180               |
| 2020 | 9 769              | 92 338       | 141 002   | -48 664                | 9,5                       | 14,3                       | -4,8                               | 1,56                           | 9 910                |
| 2021 | 9 730              | 93 039       | 155 621   | -62 582                | 9,6                       | 16,0                       | -6,2                               | 1,59                           | 20 820               |
| 2022 | 9 689              | 88 491       | 136 446   | -47 955                | 9,1                       | 14,1                       | -5,0                               | 1,52                           | 36 300               |
| 2023 | 9 597              | 85 225       | 128 176   | -42 951                | 8,9                       | 13,3                       | -4,4                               | 1,50                           | 25 000               |
| 2024 | 9 585              | 77 511       | 127 470   | -49 959                | 8,1                       | 13,3                       | -5,2                               | 1,38                           |                      |

| Időszak            | Születés        | Halálozás       | Természetes szaporulat |
| ------------------ | --------------- | --------------- | ---------------------- |
| Január-Június 2024 | 37,958          | 62,809          | −24,851                |
| Január-Június 2025 | 34,969          | 64,616          | −29,647                |
| Különbség          | −2,989 (−7.90%) | +1,807 (+2.90%) | +4,796                 |

### Csecsemőhalálozás
A csecsemőhalálozási arányszám a 2. világháború óta gyorsan csökkent. 1949-ben ez 91,0 volt, 1960-ban 47,6, 1970-ben 35,9, 1980-ban 23,2, 1990-ben 14,8, 2000-ben 9,2, 2010-ben 5,1, 2020-ban 3,4.

### Teljes termékenységi arányszám
A termékenységi ráta 2,1-es értéke jelenti a népesség számának stagnálását. Az ez alatti értékek értelemszerűen csökkenést jeleznek.

Nemzetközi összehasonlításban a termékenységi arányszámot illetően Magyarország az európai középmezőnyben helyezkedik el. Az utóbbi évtized legkedvezőbb adata a KSH mérései szerint 2021-ben volt, 1,59, ami 2022-re 1,52-re csökkent.
| Év        | Teljes termékenységi arányszám |
| --------- | ------------------------------ |
| 1900–1901 | 5.28                           |
| 1910–1911 | 4.67                           |
| 1920–1921 | 3.84                           |
| 1930–1931 | 2.84                           |
| 1940–1945 | 2.48                           |
| 1946-1950 | 2.55                           |
| 1951–1955 | 2.70                           |
| 1956–1960 | 2.23                           |
| 1961–1965 | 1.83                           |
| 1966–1970 | 1.99                           |

| Év        | Teljes termékenységi arányszám |
| --------- | ------------------------------ |
| 1971–1975 | 2.09                           |
| 1976–1980 | 2.08                           |
| 1981–1985 | 1,79                           |
| 1986–1990 | 1.80                           |
| 1991–1995 | 1.70                           |
| 1996–2000 | 1.35                           |
| 2001–2005 | 1.30                           |
| 2006–2010 | 1.32                           |
| 2011–2015 | 1.34                           |
| 2016-2020 | 1.52                           |

| Év        | Teljes termékenységi arányszám |
| --------- | ------------------------------ |
| 2021–2024 | 1,51                           |

### Születéskor várható élettartam
2013-ban a születéskor várható élettartam a férfiak és a nők esetében is az eddig számított legmagasabb érték volt, a férfiaknál 72,01 év, a nőknél 78,73 év. A férfiak 6,9 évvel, a nők 5,0 évvel számíthatnak hosszabb életre, mint 1990-ben.
Magyarországon a várható élettartamban nem csak a nemek közti különbség jelentős, hanem regionális szinten is nagy eltérések vannak. 2013-ban a férfiak várható élettartama Budapesten a legmagasabb (73,94 év) és Borsod-Abaúj-Zemplén megyében a legalacsonyabb (69,25 év), míg a nőké Zala megyében a legmagasabb (80,31 év) és Borsod-Abaúj-Zemplén megyében a legalacsonyabb (77,26 év).
A nemek közötti különbség országosan 6,7 év, Budapesten a legkisebb (5,4 év) és Borsod-Abaúj-Zemplén megyében a legnagyobb (8,0 év).

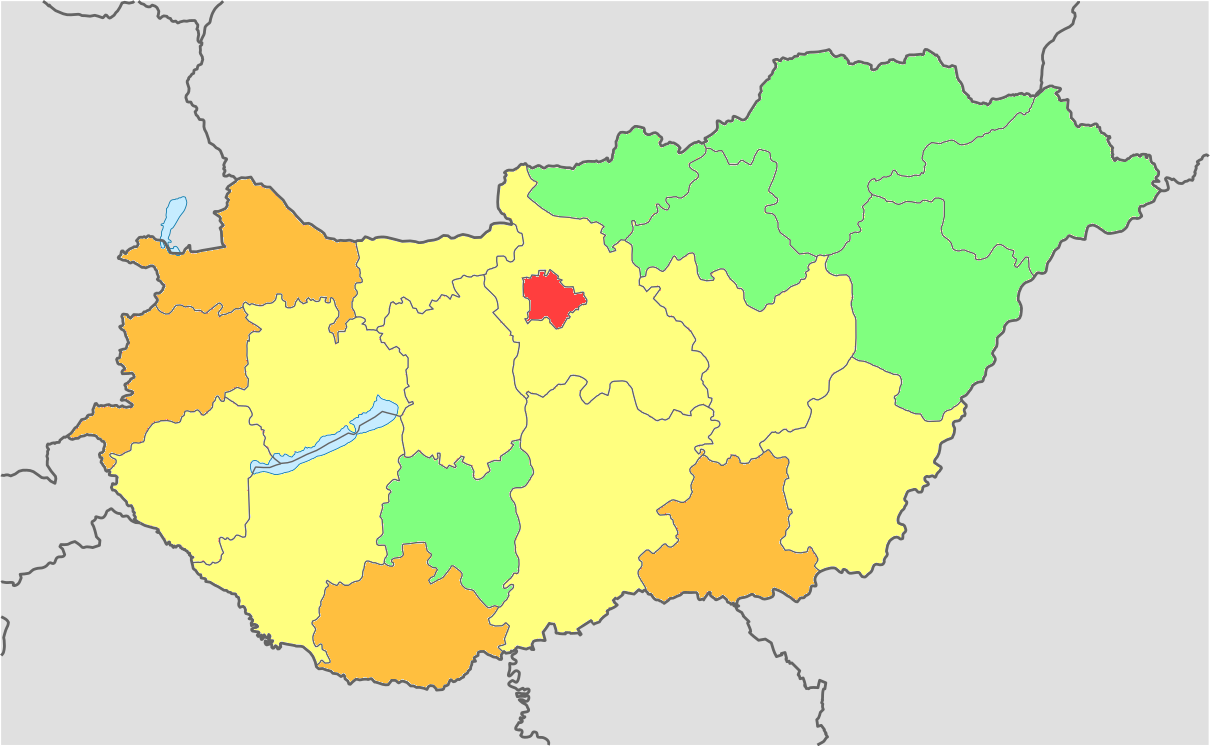
Magyarország termékenységi rátája megyék szerint (2021)

|      | Férfi | Nő    | Különbség |
| ---- | ----- | ----- | --------- |
| 1960 | 65,89 | 70,10 | 4,21      |
| 1970 | 66,31 | 72,08 | 5,77      |
| 1980 | 65,45 | 72,70 | 7,25      |
| 1990 | 65,13 | 73,71 | 8,58      |
| 2000 | 67,11 | 75,59 | 8,48      |
| 2010 | 70,50 | 78,11 | 7,61      |
| 2020 | 72,21 | 78,74 | 6,53      |

| > 2.1 1.9 - 2.1 1.7 - 1.9 1.5 - 1.7 1.4 - 1.5 1.3 - 1.4 < 1.3 |

## További adatok
2016-ban a magyar lakosság 52 százaléka ugyanazon a településen él, ahol született. Leginkább a falvak lakossága (56%), illetve a Jász-Nagykun-Szolnok megyében, valamint Hajdú-Bihar megyében élők nem költöznek el eredeti lakóhelyükről (66 százalék fölött). Ezen adatok szerint, érdekes megfigyelés, hogy az 1910-es népszámlálások adataival összevetve, a két, magukat legnagyobb arányban magyar nemzetiségűnek vallott megyében (Jász-Nagykun-Szolnok és Hajdú-Bihar) a legkisebb az elköltözés aránya.

## Magyarország népesedési kilátásai 2023-ban 2050-ig
2023 szeptemberében Obádovics Csilla és Tóth G. Csaba népesedéskutatók a Statisztikai Szemlében tanulmányt tettek közzé Magyarország népességének 2050-ig várható alakulásáról.
Eszerint Magyarország népességének csökkenése a jövőben is folytatódik. A közepes becslések szerint 2050-re a jelenlegi 9,7 millióról 8,5 millió főre csökken a lakosság. Amennyiben a termékenységet sikerül növelni, 8,8 millió fő él majd az országban. Ha eltekintünk a várható migrációtól, akkor a népesség várható létszáma 8,2 millió fő lesz majd. Népességnövekedés csak Budapesten és környékén várható, a Nyugat-Dunántúlon és a Közép-Dunántúlon alig változik, illetve kismértékben csökken, a többi régióban jelentősen, akár 20%-ot is meghaladóan csökken majd a népességszám.